# Johann Otto von Spreckelsen
Johann Otto von Spreckelsen (ur. 4 maja 1929 w Viborgu, zm. 16 marca 1987 w Hørsholm) – duński architekt.
Studiował w Królewskiej Akademii Sztuk w Kopenhadze, gdzie później pracował, aż do swojej śmierci.
Zaprojektował kilka nowoczesnych, modernistycznych kościołów w Danii, m.in. Vangede Kirke niedaleko Kopenhagi (1974) i Stavnholt Kirke w mieście Farum (1981). Jednak najbardziej znanym dziełem Spreckelsena jest Grande Arche de la Défense (Wielki Łuk Braterstwa) w Paryżu.
Był skromnym człowiekiem – niegdyś w wywiadzie określił siebie mianem budowniczego trzech kościołów i jednego Łuku. W swoich pracach używał prostych, geometrycznych figur, szczególnie wycinków kół. Widać to w jego kościołach, w wewnętrznych dekoracjach (nawet w wyglądzie organów).
Jego projekt wygrał międzynarodowy konkurs na symbol nowo powstającej dzielnicy La Défense w Paryżu. Francuski prezydent, François Mitterrand uważał, że projekt Spreckelsena jest najlepszy ze względu na czystość form i siłę. To dzieło życia duńskiego artysty znajduje się w samym sercu dzielnicy. Wielki Łuk jest zbudowany z granitu i marmuru z Carrary. Mierzy 100 metrów wysokości. Został ukończony w 1989 roku, dwa lata po śmierci jego twórcy. Z jego tarasu można podziwiać panoramę Paryża. Grande Arche jest zamknięciem osi Pól Elizejskich, Łuku Triumfalnego na placu Gwiazdy (dziś plac Charles'a de Gaulle'a) i Luwru.

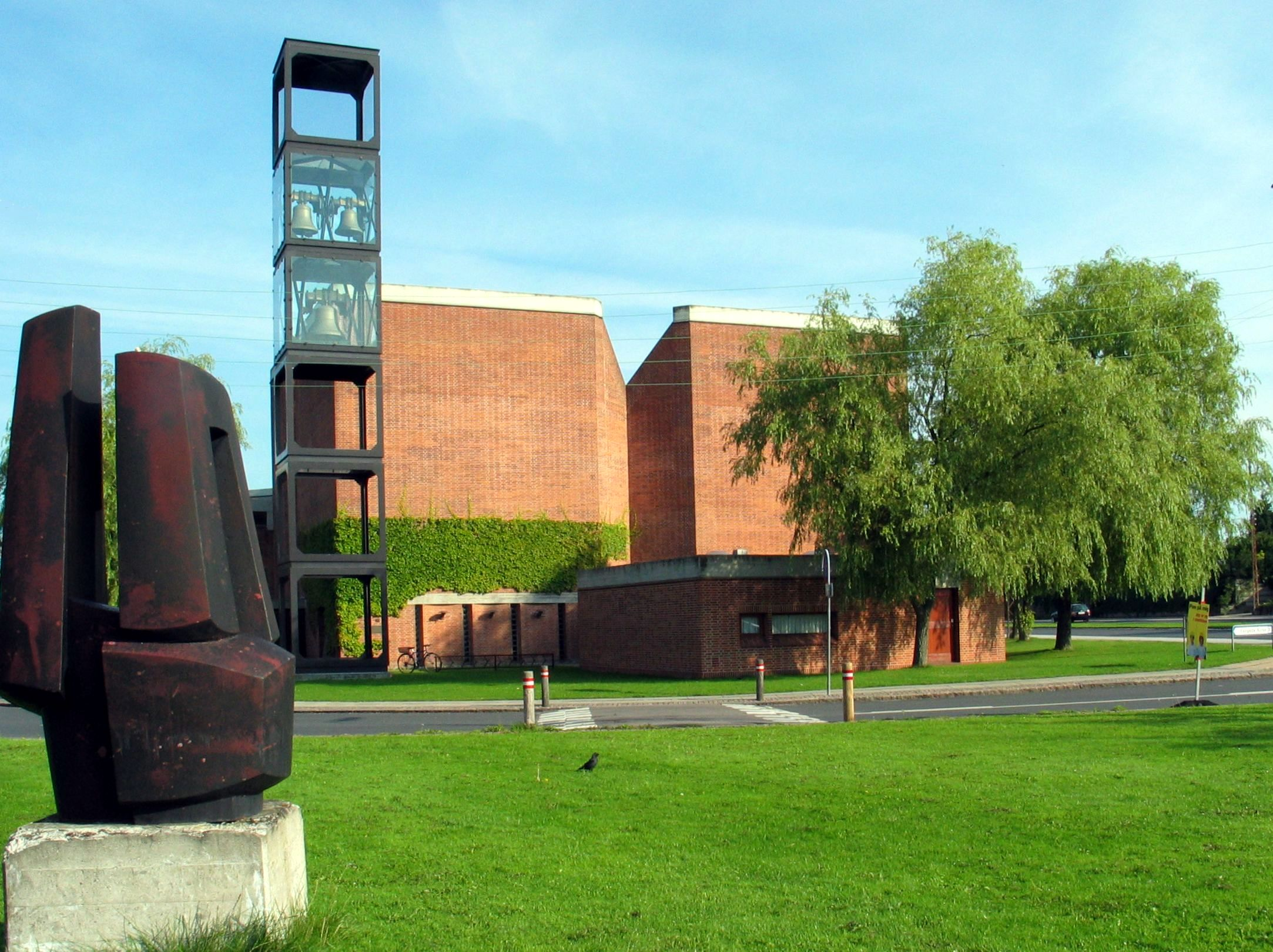
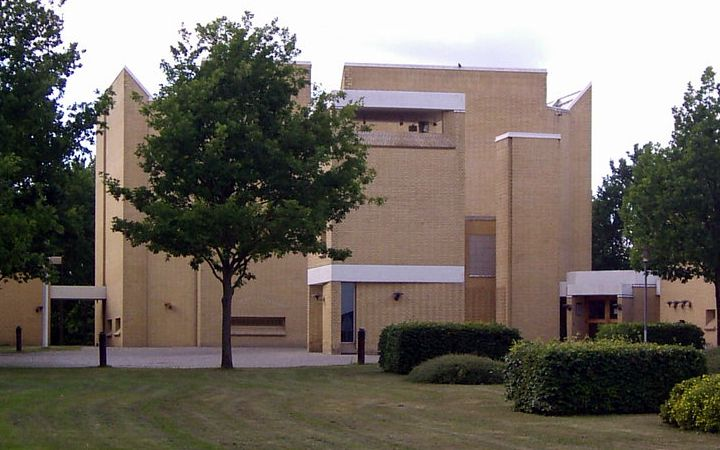
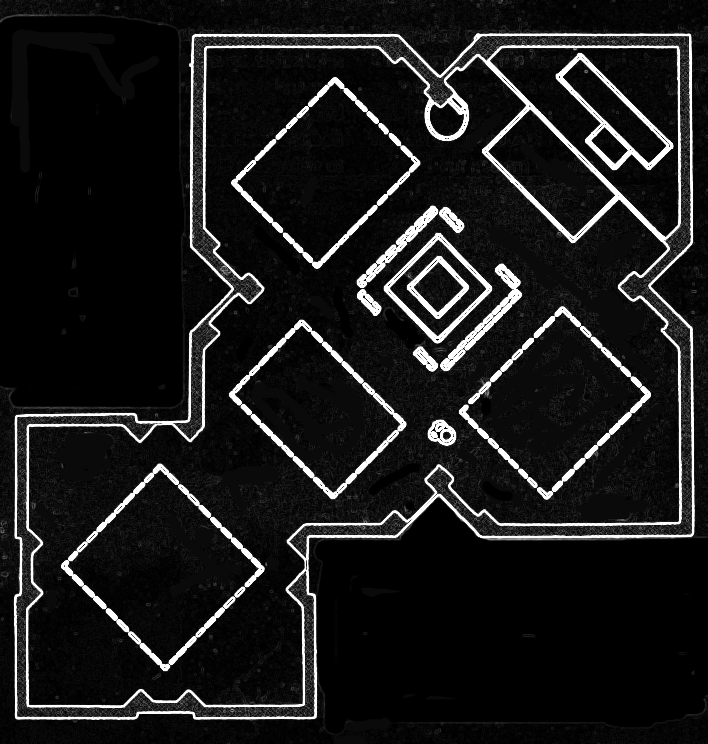